# Marjan Žnidarič
Marjan Žnidarič, slovenski zgodovinar, kustos in muzealec, * 29. julij 1946, Sobetinci.

## Življenje in delo
Po diplomi na ljubljanski Filozofski fakulteti (1970) je prav tam tudi doktoriral (1996). Do 1980 je v Mariboru  delal kot kustos pedagog v Muzeju narodne osvoboditve, nato do 1984 kot izvršni sekretar za kulturo; 1984-90 je bil glavni direktor in odgovorni urednik Založbe Obzorja, 1990-91 ravnatelj Mariborske knjižnice, od 1992 ravnatelj Muzeja narodne osvoboditve v Mariboru. V letih 1977−80 je bil predsednik Zgodovinskega društva Maribor, 1993-97 pa glavni in odgovorni urednik Časopisa za zgodovino in narodopisje. Od 1979-83 je na Pedagoški akademiji v Mariboru (predhodnici današnje Pedagoške fakultete) predaval občo zgodovino. V raziskovalnem delu se je posvetil zgodovini Maribora v času nacistične okupacije in zgodovini Nemcev, ki so med vojnama živeli v Mariboru.